# Grand Prix Goriska & Vipava Valley
Der Grand Prix Goriska & Vipava Valley oder kurz GP Goriska & Vipava Valley (slowenisch Velika nagrada Nove Gorice in Vipavske doline) ist ein Straßenradrennen für Männer in Slowenien.
Das Eintagesrennen wurde erstmals im Jahr 2022 ausgetragen. Die Strecke mit Start und Ziel in Nova Gorica führt auf einem Rundkurs um die Stadt und durch das Tal der Vipava. Das Rennen gehört zur UCI Europe Tour und ist in die Kategorie 1.2 eingestuft.

## Palmarès
| Jahr | Sieger          | Zweiter          | Dritter      |
| ---- | --------------- | ---------------- | ------------ |
| 2022 | Fran Miholjević | Felix Engelhardt | Jonas Rapp   |
| 2023 | Adam Ťoupalík   | Filippo Fiorelli | Tilen Finkšt |
| 2024 | Mattia Negrente | Lorenzo Conforti | Tilen Finkšt |